# Rafroball
 (août 2016).
Le Rafroball est un sport de balle, créé en Suisse romande, dans le canton du Valais, à la fin des années 1990, par 4 amis désireux de pratiquer une activité sportive, malgré les difficultés engendrées par le handicap de 3 d'entre eux. Il mêle joueurs de tout handicap et joueurs valides, hommes et femmes confondus dans la même équipe.
Le Rafroball est une activité qui se pratique en salle sur un terrain aux dimensions d'un Terrain de basket-ball. Des buts y sont placés à chaque extrémité, l'objectif étant, pour les deux équipes, de marquer plus de buts que son adversaire dans les cages adverses. 
Souvent décrit comme étant un mélange de Handball, de Football et de Basket-ball.
Le Rafroball est un sport d'intégration qui a comme leitmotiv de favoriser l'intégration de personnes valides dans le milieu du handicap, et non l'inverse. 
Le championnat suisse est organisé chaque année durant le premier semestre de l'année civile. Il regroupe environ une quinzaine d'équipes réparties à travers tout le pays, majoritairement en Suisse romande.

## Historique
Après quelques années de pratique et deux tournois organisés (1996-1997), le règlement officiel est édité pour la première fois en 1999, puis en 2001. La dernière mise à jour du règlement officiel date d’octobre 2018. 
Le nombre de clubs affiliés à l'Association Rafroball est en constante augmentation depuis plusieurs années, favorisant ainsi l'expansion de la discipline dans le pays. 
Après deux éditions tronquées, voire annulées, en raison de la pandémie de COVID-19, le championnat de Rafroball a redémarré en février 2022. 

## Règles de base

### Déroulement d'un match
Un match de Rafroball rassemble deux équipes de 5 joueurs sur le terrain et dure 2x20 min. 
Durant une partie, les contacts entre joueurs sont interdits. Ceux-ci disposent de 10 secondes pour effectuer une passe ; ils n'ont en outre pas le droit de se déplacer lorsqu'ils sont en possession (sauf exception pour les joueurs jouant en fauteuil manuel, qui ont le droit de profiter de l'élan de la chaise). Enfin, une zone de gardien est préétablie ; en son sein, ni les défenseurs ni les attaquants ne peuvent y rentrer. 
Un arbitre principal officie, épaulé par un assistant. Un juge arbitre est quant à lui positionné à la table d'arbitrage. 

### Type de joueurs
On distingue, généralement, au sein d'une équipe Rafroball, différents types de joueurs, notamment selon s'ils sont porteurs d'un handicap ou non. 
- Les valides : sans handicap, ils peuvent être deux par équipe simultanément sur le terrain. Ils ont l'obligation de jouer en fauteuil roulant.
- Les piétons : porteurs d'un handicap, ils peuvent jouer debout. Il ne peut y avoir qu'un seul piéton sur le terrain simultanément.
- Les joueurs dits "autonomes" : porteurs d'un handicap, ils jouent en fauteuil. Le nombre de joueurs autonomes présents sur le terrain n'est pas limité.
- Les joueurs dits "avec moteur" : porteurs d'un handicap, ils jouent en fauteuil et participent au jeu en étant assisté d'une personne appelée "moteur". Cette personne n'est pas considérée comme un joueur à part entière et a pour fonction d'aider le sportif en situation de handicap sur le terrain, par exemple en poussant le fauteuil de celui-ci, en l'assistant à réceptionner les passes des autres membres de l'équipe, ou encore en aidant le joueur à lancer la balle. Le moteur doit systématiquement être en contact avec le sportif qu'il assiste ou avec son fauteuil lorsqu'il participe au jeu.

### Avantages
Outre cette classification effectuée entre les différents types de joueurs, différents "avantages" sont mis en place afin de permettre d'équilibrer et fluidifier le jeu, en permettant aux joueurs en situation de handicap de bénéficier d'aides durant le match. On distingue 4 avantages : 
- Avantage attraper : il permet au joueur qui en bénéficie de voir le ballon lui être réattribué, même s'il ne parvient pas à garder celui-ci entre ses mains.
- Avantage lancer : il permet au joueur qui en bénéficie de voir le ballon lui être réattribué, à lui ou à son coéquipier, même si la passe effectuée n'arrive pas à bon escient.
- Avantage arrêt : réservé au piéton, il permet à celui-ci de pouvoir réaliser un pas supplémentaire même s'il est en possession du ballon afin de se stabiliser.
- Avantage déplacement : il permet au joueur qui en bénéficie de voir le ballon lui être réattribué, si l'arbitre estime que le joueur a été prétérité par son handicap alors qu'il se trouvait à très faible distance de la balle.